# دراسات ألمانية
الدراسات الألمانية (وعالمها: المُتألمن) هي مجال الإنسانيات الذي يبحث ويوثق وينشراللغة الألمانية والأدب الألماني في نطاق التاريخ والحاضر على حد سواء. وغالبًا ما تشمل الأقسام الأكاديمية للدراسات الألمانية دروسًا في الثقافة الألمانية والتاريخ الألماني والسياسة الألمانية، بالإضافة إلى عناصر اللغة والأدب. وتكمن الأسماء الألمانية الشائعة لهذا المجال في Germanistik (الآداب الألمانية) وDeutsche Philologie (فقه اللغة الألمانية) وDeutsche Sprachwissenschaft und Literaturwissenschaft (علم اللغة الألمانية وآدابها). في اللغة الإنجليزية يُستخدم مصطلح دراسات ألمانية أو آداب ألمانية أحيانًا (من قِبل الألمان غالبًا)، لكن يشار للموضوع غالبًا بمصطلح  الدراسات الألمانية أو  اللغة الألمانية وآدابها أو  فقة اللغة الألمانية.
ويُنظر إلى الدراسات الألمانية الحديثة عادة على أنها مزيج بين تخصصين فرعيين: علم اللغويات الألمانية ودراسات الأدب الناطق بالألمانية.

## اللغويات الألمانية
تُسمى اللغويات الألمانية في ألمانيا تقليديًا بفقه اللغة، مع وجود نوع من الاختلاف بين علماء فقه اللغة واللغويين. وتنقسم اللغويات الألمانية بالتقريب على النحو التالي:
- اللغة الألمانية العليا القديمة (Althochdeutsch) من القرن الثامن حتى الحادي عشر
- اللغة الألمانية العليا المتوسطة (Mittelhochdeutsch) من القرن الحادي عشر حتى الرابع عشر
- اللغة الألمانية العليا الجديدة المبكرة (Frühneuhochdeutsch) من القرن الرابع عشر حتى السابع عشر
- اللغة الألمانية الحديثة (اللغة الألمانية القياسية، علم اللهجات الألمانية) من القرن الثامن عشر حتى الحادي والعشرين

بالإضافة لذلك، يدرس هذا التخصص اللغة الألمانية من مختلف الجوانب: الطريقة التي تُنطق وتُكتب بها، بمعنى تهجئة الحروف؛ والميل؛ والمفردات؛ وبناء الجملة؛ والنصوص؛ وغيرها. كما يقارن مختلف المظاهر مثل التجمعات الاجتماعية (اللغة العامية، النصوص المكتوبة، وغيرها) والتجمعات الجغرافية (اللهجات وغيرها).

## دراسات الأدب الألماني
تنقسم دراسة الأدب الألمانيإلى قسمين: علم الأدب الألماني القديم (Ältere Deutsche Literaturwissenschaft) الذي يتعامل مع الفترة من بداية اللغة الألمانية في العصور الوسطى المبكرة وحتى ما بعد العصور الوسطى في حوالي عام 1750 بعد الميلاد، بينما يقوم علم الأدب الألماني الحديث (Neuere Deutsche Literaturwissenschaft) بتغطية العصر الحديث. ويدرس هذا التخصص الأدب الألماني بمنهجية من حيث النوع الأدبي والشكل والمحتوى والفكرة الرئيسية، كما يبحث في الناحية التاريخية من خلال المؤلفين والعصور. وتشمل المجالات الهامة لهذا التخصص فقه اللغة المطبوع وتاريخ الأدب والتفسيرات النصية. وتُعد أيضًا العلاقات بين الأدب الألماني وآداب اللغات الأخرى (مثل الاستقبال والتأثيرات المتبادلة) والسياقات التاريخية مجالات بحث هامة يتم التركيز عليها. وتتم طباعة قاموس The Penguin Dictionary of Literary Terms and Literary Theory (قاموس بنجوين للمصطلحات والنظريات الأدبية): الطبعة الرابعة (ISBN 0-14-051363-9) باللغة الإنجليزية، لكنه يتضمن العديد من المصطلحات الأدبية باللغة الألمانية، والتي تُستخدم عبر الثقافات في مجال النقد الأدبي؛ وهناك عدد غير قليل من المصطلحات الواردة في هذا الكتاب يرجع أصلها إلى اللغة الألمانية، لكنها أصبحت معتمدة منذ ذلك الحين في اللغة الإنجليزية من قِبل النقاد والعلماء.

## الدراسات الإعلامية الألمانية
في السنوات الأخيرة، بدأت الألمانية في البحث عن الروابط مع مجالاتالاتصالات والدراسات الثقافية والدراسات الإعلامية. كما نشأ الفرع التابع الذي يحمل العنوان الدراسات السينمائية بشكل تلقائي.

## تاريخ الدرسات الألمانية
يمكن تتبع الدراسات الألمانية، كمجال غير ممنهج، اهتم به العلماء بشكل فردي، وصولاً إلى الإمبراطور تاسيتس' بجرمانيا. ويعتبر نشر ودراسة المواد المصدرية من الناحية القانونية والتاريخية، مثل ترجمة الكتاب المقدس في العصور الوسطى، والتي تمت خلال عصر النهضة الألمانية في القرن السادس عشر، البداية الحقيقية لمجال الدراسات الألمانية. وقد تم تقديم الدراسات الألمانية كمادة جامعية مستقلة في بداية القرن التاسع عشر بواسطة جورج فريدريش بينيكه والأخوين غريم وكارل لاخمان.

## أقسام الجامعات والمعاهد البحثية
الولايات المتحدة الأمريكية
- قسم الدراسات الألمانية، جامعة براون
- قسم اللغة الألمانية، جامعة ويسكونسن - ماديسون
- قسم اللغة الألمانية، جامعة ديوك
- قسم الدراسات الألمانية، جامعة سينسيناتي
- قسم الدراسات الألمانية، جامعة أريزونا، توسكون، الولايات المتحدة الأمريكية
- البرنامج الألماني لقسم اللغات العالمية والآداب جامعة أركنساس، فايتفيل، الولايات المتحدة الأمريكية
- قسم اللغات والآداب الجرمانية، جامعة فيرجينيا
- قسم اللغة الألمانية، جامعة كاليفورنيا، بيركيلي، الولايات المتحدة الأمريكية
- قسم اللغات الجرمانية، جامعة كاليفورنيا، لوس أنجلوس، الولايات المتحدة الأمريكية
- قسم الدراسات الألمانية، جامعة كورنيل
- قسم اللغات والآداب الجرمانية، جامعة هارفارد
- قسم اللغة الألمانية، جامعة نيويورك، الولايات المتحدة الأمريكية
- قسم اللغات والآداب الجرمانية، جامعة بنسلفانيا، الولايات المتحدة الأمريكية
- قسم اللغة الألمانية، جامعة برينستون، الولايات المتحدة الأمريكية
- قسم الدراسات الألمانية، جامعة تكساس، أوستن
- قسم اللغات والآداب الجرمانية، جامعة بيتسبرغ، بنسلفانيا، الولايات المتحدة الأمريكية
- قسم اللغات الجرمانية والسلافية، جامعة ولاية بنسلفانيا، بنسلفانيا الولايات المتحدة الأمريكية
- قسم اللغات الجرمانية والسلافية، جامعة فاندربيلت، ناشفيل، تينيسي، الولايات المتحدة الأمريكية
- قسم الألمانيات، جامعة واشنطن، سياتل، واشنطن، الولايات المتحدة الأمريكية
- قسم اللغة الألمانية، جامعة ييل
- الدراسات الألمانية والإسكندنافية في جامعة ماساتشوستس في أمهيرست
- قسم اللغات الألمانية والإسكندنافية والهولندية جامعة مينيسوتا
- قسم الدراسات الألمانية، جامعة إلينوي بشيكاغو، شيكاغو، إلينوي

؛ المملكة المتحدة
- قسم اللغة الألمانية، جامعة أوكسفورد
- قسم اللغة الألمانية، جامعة كامبريدج
- قسم الدراسات الألمانية، جامعة ووريك

؛كندا
- قسم اللغة الألمانية وآدابها، جامعة كوينز، كينغستن، أونتاريو

؛ الهند
- جامعة جواهر لال نهرو الهند

؛ أيرلندا
- قسم اللغة الألمانية، الجامعة الوطنية الأيرلندية - جامعة كوليدج كورك، كورك، أيرلندا

؛ ألمانيا
- معهد فقه اللغة الألمانية، جامعة لودفيش ماكسيميليان في ميونخ
- معهد الدراسات الألمانية I & II، جامعة هامبورغ
- الحلقة الدراسية الجرمانية، جامعة هايدلبرغ، كلية اللغات الحديثة
- الحلقة الدراسية الألمانية، جامعة توبنغن، كلية اللغات الحديثة

؛ اليونان
- كلية اللغة الألمانية وآدابها، الجامعة الوطنية وكابوديستريان في أثينا
- مدرسة اللغة الألمانية وآدابها، جامعة أرسطو في سالونيك

؛ روسيا
- قسم دراسات المناطق، جامعة موسكو الحكومية

؛إسبانيا
- قسم دراسات المناطق الألمانية، جامعة سلامانكا [وصلة مكسورة]

## قائمة المصادر

### كتب
- Atlas Deutsche Sprache [CD-ROM]. Berlin: Directmedia Publishing. 2004.
- Hartweg, Frédéric G.: Frühneuhochdeutsch: eine Einführung in die deutsche Sprache des Spätmittelalters und der frühen Neuzeit. Tübingen: Niemeyer. 2005.
- Die Deutschen Klassiker (CD-ROM).
- Berman, Antoine: L'épreuve de l'étranger. Culture et traduction dans l'Allemagne romantique: Herder, Goethe, Schlegel, Novalis, Humboldt, Schleiermacher, Hölderlin. Paris, Gallimard 1984. ISBN 978-2-07-070076-9.
- Burger, Harald: Sprache der Massenmedien. Berlin: Walter de Gruyter. 1984.
- Ernst, Peter: Germanistische Sprachwissenschaft. Wien: WUV. 2004.
- Hickethier, Knut: Film- und Fernsehanalyse. Stuttgart, Weimar. 1993.
- Hickethier, Knut (ed.): Aspekte der Fernsehanalyse. Methoden und Modelle. Hamburg: Lit Verlag. 1994.
- Hohendahl, Peter U. German Studies in the United States: A Historical Handbook. New York: Modern Language Association of America, 2003. Print.
- Kanzog, Klaus: "Einführung in die Filmphilologie". Munich. 1997.
- Muckenhaupt, Manfred: Text und Bild. Grundfragen der Beschreibung von Text-Bild-Kommunikation aus sprachwissenschaftlicher Sicht. Tübingen: Gunter Narr Verlag. 1986.
- Prokop, Dieter: Medienproduktanalyse. Zugänge - Verfahren - Kritik. Tübingen: Gunter Narr Verlag.
- Beutin, Wolfgang: Deutsche Literaturgeschichte: von den Anfängen bis zur Gegenwart. Stuttgart: Metzler. 1992.
- Fohrmann, Jürgen and Wilhelm Voßkamp (eds.):  Wissenschaftsgeschichte der Germanistik im 19. Jahrhundert. 1994.
- Marven, Lyn: Body and narrative in contemporary literatures in German : Herta Müller, Libuse Moníková, and Kerstin Hensel. 2005.
- Shitanda, So: "Zur Vorgeschichte und Entstehung der deutschen Philologie im 19. Jh.: Karl Lachmann und die Brüder Grimm," in Literarische Problematisierung der Moderne, ed. by Teruaki Takahashi. 1992.
- Bogdal, Klaus-Michael, Kauffmann, Kai, and Mein, Georg (unter Mitarbeit von Meinolf Schumacher und Johannes Volmert): BA-Studium Germanistik. Ein Lehrbuch. Reinbek bei Hamburg: Rowohlt. 2008 ISBN 978-3-499-55682-1
- Schumacher, Meinolf: Einführung in die deutsche Literatur des Mittelalters. Darmstadt: Wissenschaftliche Buchgesellschaft. 2010 ISBN 978-3-534-19603-6

### الدوريات العلمية
- The Journal of English and Germanic Philology
- Journal of Germanic Linguistics
- German Studies Review
- Muttersprache
- New German Critique
- Neues Curriculum
- New German Review
- Zeitschrift für deutsche Philologie
- Zeitschrift für Germanistik
- Germanistik in Ireland

## وصلات خارجية
- BUBL Link (UK-based) Catalogue of Internet Resources Concerning the German Language: http://bubl.ac.uk/link/g/germanlanguage.htm نسخة محفوظة 18 فبراير 2006 على موقع واي باك مشين. (well organized; covers many aspects of the language and the study of it)
- http://www.library.adelaide.edu.au/guide/hum/german/german_net.html نسخة محفوظة 18 يوليو 2005 على موقع واي باك مشين. (University of Adelaide's categorized guide to German Area Studies online)
- http://www.dartmouth.edu/~wess/wesslit.html نسخة محفوظة 18 يونيو 2009 على موقع واي باك مشين. (Dartmouth's German-Studies Web links, annotated and arranged by topic)
- http://libadm87.rice.edu/ref/german.cfm نسخة محفوظة 4 نوفمبر 2005 على موقع واي باك مشين. (Rice University's guide to German studies, including printed literature and links to German newspapers and magazines)
- http://www.germanistik.net/ نسخة محفوظة 15 مارس 2007 على موقع واي باك مشين. germanistik.net (tries to get the user straight to the best sources of help; in German)
- Germanistik im Netz - Erlanger Liste (The 'Erlanger Liste' is currently the largest collection of links to the various aspects of G***, including such archives, publishers, etc.; in German)
- Literaturwissenschaft online ("Literaturwissenschaft online" Kiel University's e-learning site with live and archived lectures; free of charge; in German.)
- Bibliographie der Deutschen Sprach- und Literaturwissenschaft ("BDSL Online" is the electronic version of the largest bibliography in the field of German language and literature studies. Access to report years 1985-1995 is free of charge.)
- http://www.doaj.org/ljbs?cpid=8 نسخة محفوظة 18 أبريل 2006 على موقع واي باك مشين. (DOAJ Directory of Open Access Journals, Literature and Languages)
- http://www.sign-lang.uni-hamburg.de/Medienprojekt/Literatur/9.med.analy.html نسخة محفوظة 11 أبريل 2006 على موقع واي باك مشين. (University of Hamburg site with media studies bibliography)
- Categorical list of German Departments around the world
- Departmental Ratings (USA)
- http://library.csun.edu/lhansen/subject-germany نسخة محفوظة 5 سبتمبر 2015 على موقع واي باك مشين. (Directory of some German resources in libraries and research centers throughout California)